# Germano Giustino
Germano Giustino (latino: Germanus Iustinus; ... – Serdica, 550) fu un generale romano d'Oriente nonché membro della dinastia giustinianea, in quanto parente dell'imperatore Giustiniano I.
Intrapresa la carriera militare, Germano si dimostrò un comandante di valore, raggiungendo i gradi di magister militum per Thracias ("comandante in capo dell'esercito di Tracia") e poi di magister militum praesentalis ("generale al servizio dell'imperatore") e fu designato come comandante della spedizione bizantina contro gli Ostrogoti. Essendosi imparentato con la linea reale Amala tramite la seconda moglie Matasunta e a causa dei risultati raggiunti nel corso della sua carriera, al momento della propria morte improvvisa, era considerato il principale candidato per la successione all'imperatore Giustiniano.

## Biografia

### Origini e inizio carriera

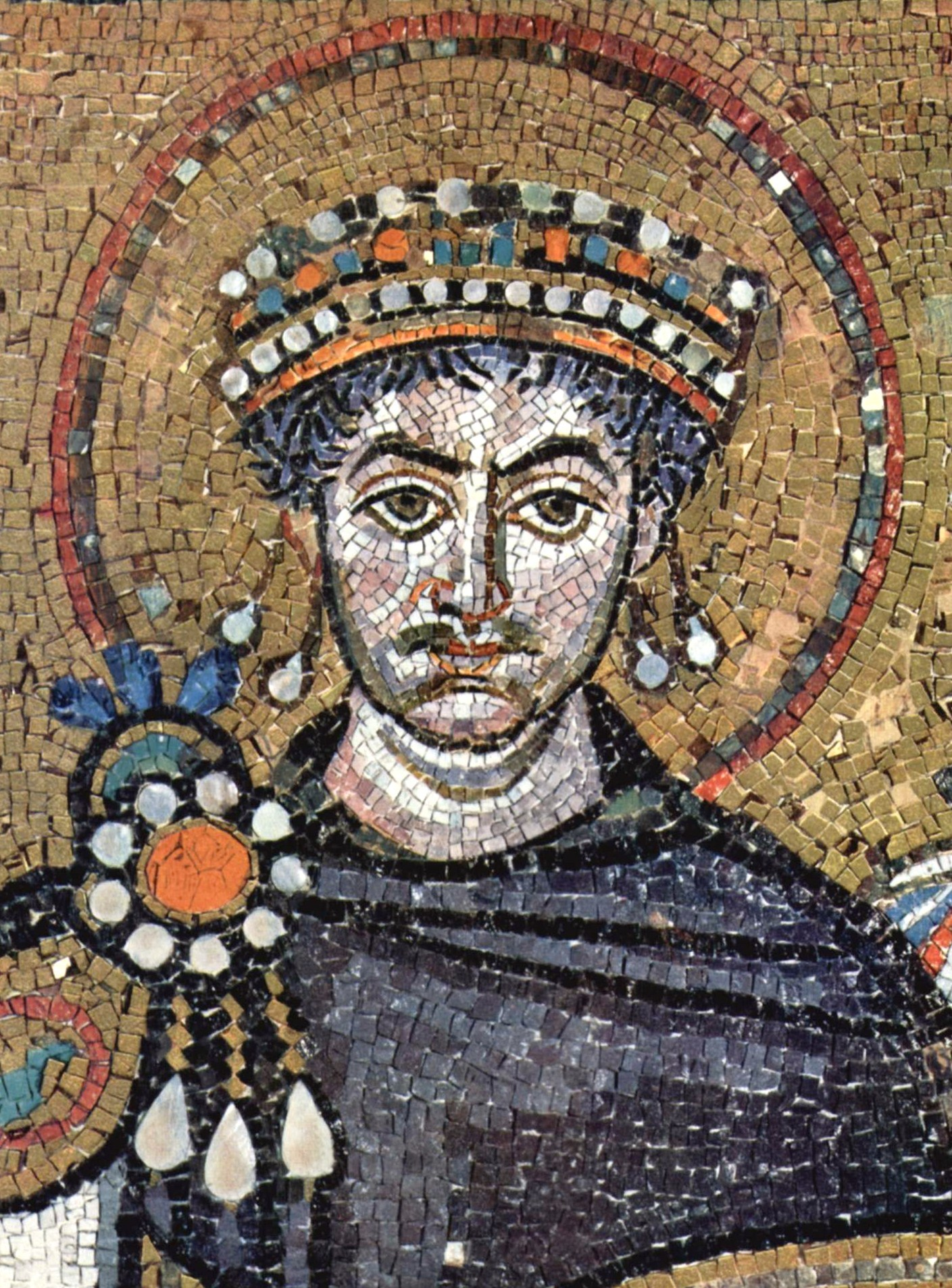
L'imperatore Giustiniano I (r. 527–565).

Germano nacque prima del 505, ed era il nipote dell'imperatore Giustino I (r. 518–527) e cugino di Giustiniano I (r. 527–565). Secondo quanto afferma Giordane nella sua Getica, Germano discendeva dalla famiglia nobile romana degli Anicii. Non è chiaro tuttavia in quale modo fosse imparentato a tale famiglia romana, e si potrebbe trattare di un espediente letterario per sottolinearne le nobili origini. Theodor Mommsen ipotizzò che la madre di Germano potesse essere stata figlia di Anicia Giuliana. Nel corso del regno dell'imperatore Giustino I, suo zio, fu elevato a una posizione elevata nella corte bizantina: una lettera indirizzatagli dal vescovo di Roma Ormisda nel 519 ne attesta il rango di vir illustris; successivamente fu nominato magister militum per Thracias, e in questo ruolo, conseguì una vittoria netta sugli invasori Anti.
Entro il 536, divenne console onorario e ricevette il rango di patricius, oltre a ricoprire il grado militare di magister militum praesentalis. Nello stesso anno, fu inviato in Nord Africa per subentrare a Salomone come comandante militare, con il compito di sedare un ammutinamento a larga scala delle truppe bizantine di stanza nella regione condotte da Stotzas. Durante il suo mandato in Africa, descritto da Procopio, conseguì un complessivo successo. Apparendo conciliante e pagando gli arretrati, riuscì a spingere una larga parte dell'esercito ammutinatosi a cessare la rivolta. Sconfisse successivamente i ribelli rimanenti sotto il comando di Stotzas nella battaglia di Scalas Veteres combattuta nella primavera del 537 e stabilizzò la situazione sventando una ulteriore cospirazione nata tra le sue truppe e ripristinando la disciplina.
Germano fu richiamato dall'imperatore Giustiniano nel 539, e spedito ad Antiochia nel 540 allo scoppio della Guerra lazica contro la Persia sasanide. Fu costretto dalla pesante inferiorità numerica nei confronti degli invasori Persiani a ritirarsi in Cilicia e non fu in grado di impedire il sacco catastrofico di Antiochia nello stesso anno. Nell'anno successivo, dal momento che Belisario assunse il comando delle operazioni sul fronte orientale, Germano fece ritorno a Costantinopoli.

### Cospirazione di Artabane
Entro il 548 era riconosciuto come il parente dell'imperatore Giustiniano con la maggiore influenza a corte e sembrava il principale candidato a succedergli, anche se non fu mai proclamato ufficialmente suo erede al trono. Nello stesso anno, la sua posizione fu rafforzata ulteriormente dalla morte dell'imperatrice Teodora, che lo detestava profondamente. La sua influenza a corte era tanta che un complotto fu pianificato dall'insoddisfatto generale Artabane e il parente di questi, Arsace, per assassinare l'imperatore Giustiniano e sostituirlo con Germano. I cospiratori ritenevano che Germano avrebbe appoggiato i loro piani, dal momento che era recentemente entrato in contrasto con Giustiniano per la questione del testamento del fratello Boraide, da poco deceduto.
In un primo momento i cospiratori comunicarono le loro intenzioni al figlio maggiore di Germano, Giustino. Questi a sua volta le riferì al padre, che si consultò con il comes excubitorum, Marcello. Allo scopo di ottenere maggiori informazioni sui loro propositi, Germano incontrò di persona i cospiratori, mentre un sottoposto fidato di Marcello, di nome Leonzio, ascoltava di nascosto la conversazione. Dopodiché Marcello informò l'imperatore Giustiniano e i cospiratori furono arrestati, ma trattati con clemenza. In un primo momento anche Germano e i suoi figli furono sospettati, ma furono scagionati dalle testimonianze di Marcello e dei comandanti Costanziano e Buze.

### Alto comando e morte
Nel frattempo, la guerra gotica in Italia contro gli Ostrogoti vedeva i Bizantini in difficoltà contro la controffensiva del re ostrogoto Totila, che aveva sottratto gran parte della penisola alle armate imperiali. Nel 549 Giustiniano decise di spedire un importante corpo di spedizione in Italia con Germano alla sua testa. Ben presto, tuttavia, cambiò idea e nominò al suo posto il patricius Liberio, prima di annullare la spedizione.
Nel 550, tuttavia, Giustiniano rivalutò le proprie scelte e nominò Germano come comandante supremo delle operazioni belliche in Italia: il compito del generale era quello di mettere fine alla resistenza di Totila. Ponendo i propri quartieri generali a Serdica (odierna Sofia, Bulgaria), Germano cominciò ad allestire un esercito. Secondo Procopio, la sua fama era tale da spingere molti soldati, sia Bizantini sia barbari, ad arruolarsi volontariamente. Persino una invasione slava con obiettivo Tessalonica, secondo le fonti, avrebbe cambiato direzione attaccando la Dalmazia alla notizia della sua assunzione del comando in Tracia. L'azione militare fu affiancata da una mossa propagandistica che si sperava avrebbe significativamente ridotto la resistenza opposta dagli Ostrogoti: Germano si sposò per la seconda volta, prendendo per moglie Matasunta, l'ex-regina dei Goti, nipote (abiatica) di Teodorico il Grande e ultima erede superstite della dinastia reale degli Amali, dando inizio a una possibile unificazione di Romani e Goti sotto un'unica dinastia e indebolendo la posizione di Totila. I resoconti coevi suggeriscono con certezza che questa mossa, combinata con le notizie dei preparativi di una imponente spedizione, ebbe effetti sui Goti in Italia nonché sui numerosi disertori bizantini nelle loro file, alcuni dei quali inviarono messaggi promettendo di tornare dalla parte bizantina al suo arrivo.
Inoltre questo matrimonio, avallato dallo stesso imperatore Giustiniano, rendeva Germano erede di entrambi gli stati romano-orientale e ostrogoto. Tuttavia, due giorni prima della prevista partenza dell'esercito, all'inizio dell'autunno del 550, cadde malato e morì. La sua morte pose fine a ogni speranza di riconciliazione tra Goti e Romani in Italia e prolungò il conflitto di alcuni anni fino alla vittoriosa spedizione di Narsete.
Germano è lodato dallo storico Procopio per la sua virtù, giustizia e generosità, nonché descritto come un generale e un amministratore energico e capace.

### Famiglia
Germano aveva un fratello di nome Boraide e forse un altro di nome Giusto. Dal suo primo matrimonio con una nobildonna di nome Passara, ebbe due figli e una figlia:
- Giustino, nato probabilmente intorno al 525/530, che divenne console nel 540 e generale verso la fine del regno di Giustiniano;
- Giustiniano, generale;
- Giustina, nata intorno al 527, che sposò nel 545 il generale Giovanni, nipote del generale e ribelle Vitaliano.

Dal suo secondo matrimonio con Matasunta ebbe un figlio, anch'egli di nome Germano, nato postumo (fine del 550/inizio 551). Nient'altro di certo è noto su di lui, anche se è stata avanzata una possibile identificazione con il patricius Germano, un senatore di grande prestigio durante il regno di Maurizio (r. 582–602) la cui figlia sposò il figlio primogenito di Maurizio, Teodosio. Michael Whitby identifica il Germano più giovane con Germano, genero di Tiberio II Costantino e di Ino Anastasia.